# تپه آجرپزی ۲
تپه آجرپزی ۲ مربوط به دوران پارینه‌سنگی جدید است و در شهرستان کرمانشاه، بخش مرکزی، دهستان دورود فرامان، ۱ کیلومتری جنوب روستای حصار سفید، ۱/۲ کیلومتری شمال روستای ده سواران واقع شده و این اثر در تاریخ ۱۸ اسفند ۱۳۸۷ با شمارهٔ ثبت ۲۴۸۱۱ به‌عنوان یکی از آثار ملی ایران به ثبت رسیده است.